# The Fiendish Plot of Dr. Fu Manchu
The Fiendish Plot of Dr. Fu Manchu é um filme do Reino Unido de 1980 do gênero "Comédia", dirigido por Piers Haggard, Richar Quine e Peter Sellers. 
Richard Quine foi o diretor na pré-produção, mas no início das filmagens foi substituído por Piers Haggard, e depois o próprio Sellers assumiu a direção. Nem Quine nem o ator foram creditados. 
O roteiro, de Rudy Dochtermann e Jim Moloney, se baseia nos personagens de Sax Rohmer. Os produtores foram Zev Braun, Leland Nolan e Hugh Hefner. O filme foi lançado um mês após a morte de Peter Sellers e foi distribuido por "Orion Pictures Corporation e "Warner Bros.".
Este é o últimos trabalho dos atores Peter Sellers e David Tomlinson. Helen Mirren se destaca cantando "Daddy Wouldn't Buy Me A Bow Wow" ao lado de Sellers. Na cena final, o ator canta o "Rock do Fu Manchu" em estilo "disco music". No filme Revenge of the Pink Panther (1978), o ator já usara um disfarce do vilão chinês.

## Elenco
- Peter Sellers…Fu Manchu / Nayland Smith
- Sid Caesar…Joe Capone, agente do FBI
- David Tomlinson…Sir Roger Avery, inspetor da Scotland Yard
- Helen Mirren…Helen, a policial
- Simon Williams…Robert Townsend
- John Le Mesurier
- Burt Kwouk (participação)

## Sinopse
Em 1933, no dia do aniversário de 168 anos de Fu Manchu, um assistente desastrado derrama o "Elixir da Imortalidade", deixando o vilão com apenas seis meses de vida se não conseguir beber uma nova dose. Fu Manchu então manda seus assassinos a conseguirem os ingredientes secretos na Inglaterra e nos Estados Unidos. Os roubos levem a que o FBI e a Scotland Yard se unam, além de trazer da aposentadoria o eficiente mas perturbado Nayland Smith. Como o último ingrediente é um diamante amarelo que pertence a coleção das jóias da Rainha, Fu Manchu tenta raptar Sua Alteza Real britânica e pedir como resgate o diamante mas é enganado por Smith que colocou a policial Helen no lugar da Rainha. Mas Helen é seduzida por Fu Manchu e se volta contra Smith.